# 525ページ
「525ページ」（ごひゃくにじゅうごぺーじ）は日本のシンガーソングライター・川嶋あいが2004年6月2日に発売した3枚目のシングル。
2004年5月25日には先行盤の『525ページ〜プロローグから〜』が発売されている。

## 概要
前作『12個の季節〜4度目の春〜』から約4ヶ月後にリリースされた。先行盤には「525ページ」のアレンジ曲が3曲収録されている。
このシングルは川嶋が高校卒業後初めてリリースした作品でもある。PV監督は登戸ブラザーズfeat.佐伯。

## 収録曲
- 全作詞・作曲：川嶋あい

### 通常盤
1. 525ページ
編曲：小澤純
フジテレビ系深夜ドラマ『放課後』エンディングテーマ
曲名の「525ページ」とは、英和辞書の525ページ目の事であり、そのページには「LOVE」の文字があるという（当初ページ数は想像であったが、実際に525ページ目に「LOVE」の文字がある辞書が存在することが後に判明した）。
2. Luna ～砂漠の物語～
編曲：Misa
3. 流れ星
編曲：ieP
4. Just after the rain!
編曲：ieP
曲が終わってから約15秒後に次作のマーメイドのサビが流れる

### 525ページ〜プロローグから〜（先行盤）
1. 525ページ -04.05.26 Ver.-
編曲：ieP
2. 525ページ -03.12.10 Ver.-
3. 525ページ -03.06.30 Ver.-